# Scooby-Doo și Legenda Vampirului
Scooby-Doo și Legenda Vampirului (în engleză Scooby-Doo! and the Legend of the Vampire) este al cincilea din seria de filme animate direct-pe-video bazate pe desenul animat Scooby-Doo. A fost completat în 2002 și lansat în 4 martie 2003 și a fost produs de studioul de animație Warner Bros. (chiar dacă la sfârșit apare și un logo Hanna-Barbera).
Acesta este primul film direct-pe-video cu stilul de animație mai plat și luminos al serialului Ce e nou, Scooby-Doo?, depărtându-se de efectele și umbrirea mai întunecată folosite în cele patru filme realizate precedent. De asemenea este primul film Scooby-Doo care se întoarce la vechiul format unde monstrul este fals. Seria s-a întors la un ton mai vesel decât cel mai întunecat din filmele precedente. De asemenea asta este prima lucrare animată doar a lui Joseph Barbera fără partenerul său William Hanna (din cauza morții sale din 22 martie 2001).
Premiera în România a fost pe Cartoon Network în 16 septembrie 2006 ca parte a programului Cartoon Network Cinema, urmând ca mai apoi să se difuzeze și pe Boomerang ca parte a programului Boomerang Cinema.

## Premisă
Aflați în vacanță în Australia, Scooby-Doo și echipa participă la un festival muzical care se desfășoară la Piatra Vampirului. Dar totul ia o întorsătură ciudată atunci când creatura australiană pe nume Yowie Yahoo îi răpește pe muzicanți și îi transformă în vampiri. Dându-se drept instrumentiști într-o trupă de heavy metal, Scooby-Doo și gasca lui trebuie să supraviețuiască unui grup de trei cântăreti vampiri rock-and-roll dacă vor să rezolve misterul care plutește în jurul Legendei Vampirului.
Fetele Hex din filmul Scooby-Doo și Fantoma Vrăjitoarei reapar în acest film.

## Notă
Acest film folosește numeroase coloane sonore recreate din serialul original Scooby-Doo, unde ești tu!.

## Legături externe
- Scooby-Doo și Legenda Vampirului la Internet Movie Database
- Scooby-Doo și Legenda Vampirului la Allmovie